# Anjalabund

Gustav III. von Schweden

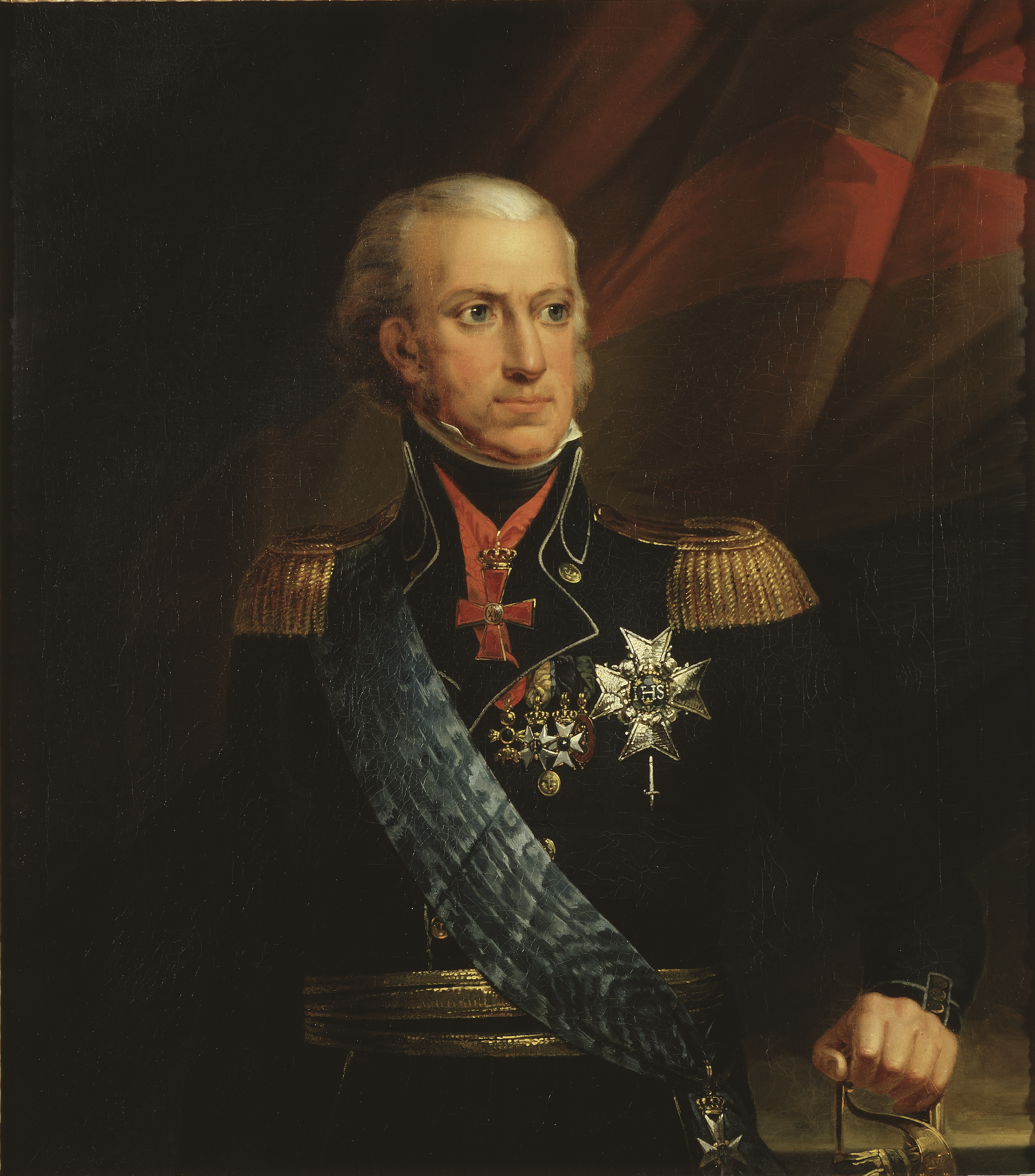
Herzog Karl von Schweden

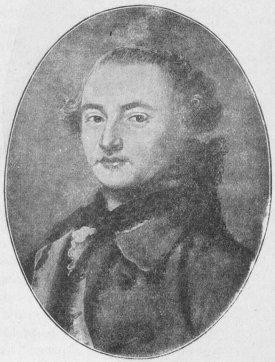
Göran Magnus Sprengtporten

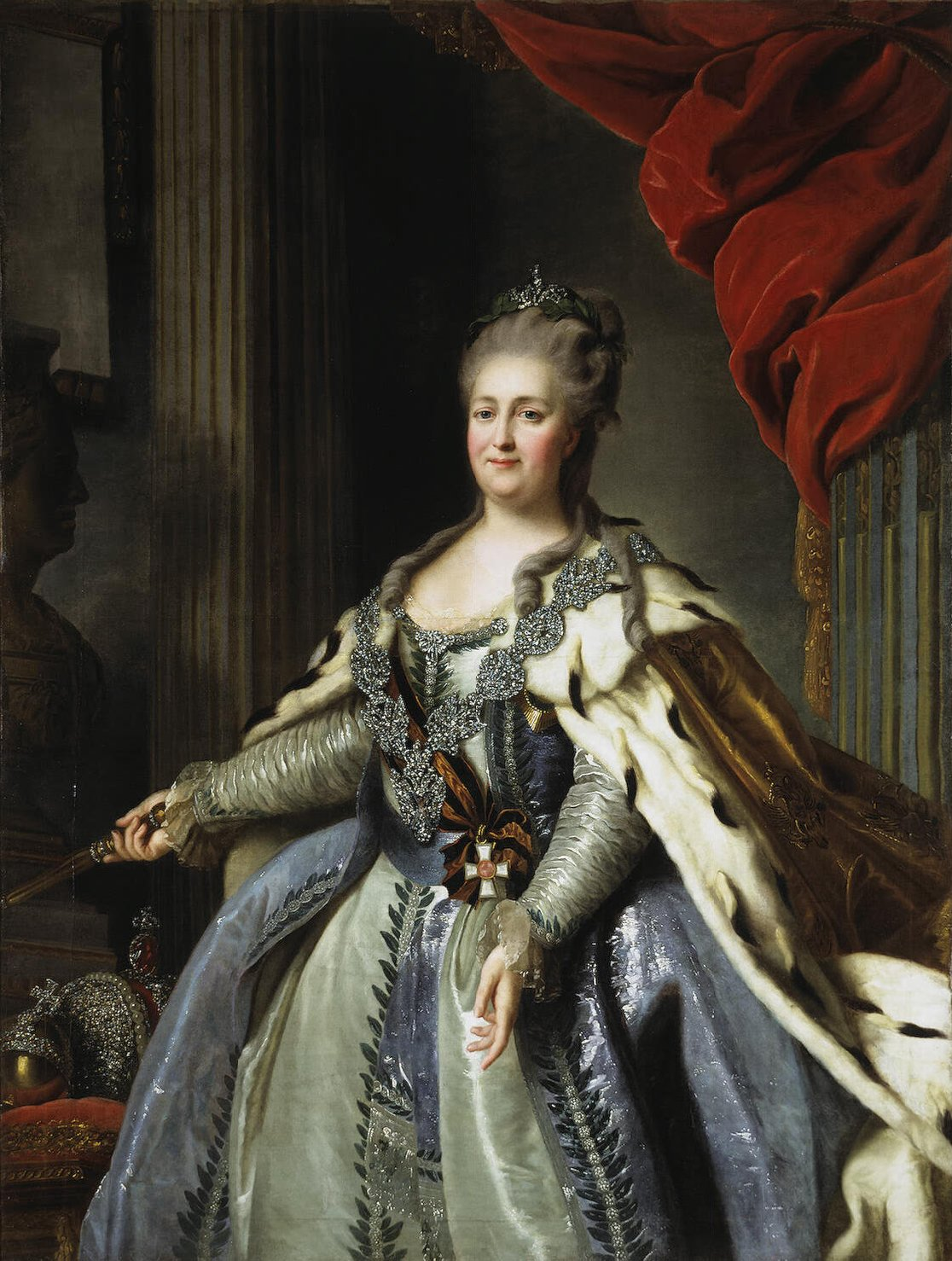
Katharina II. von Russland

Als Anjalabund (schwedisch Anjalaförbundet, finnisch Anjalan liitto) bezeichnet man eine Gruppe schwedischer Offiziere, die 1788 in Finnland gegen die Kriegspolitik des schwedischen Königs Gustav III. opponierte.

## Hintergrund
1771 bestieg Gustav III. nach dem Tod seines Vaters Adolf Friedrich den schwedischen Thron. Bereits ein Jahr später, am 19. August 1772, gelang es ihm, in einer staatsstreichartigen Aktion Reichstag und Adel von der politischen Mitwirkung weitgehend auszuschließen. Er schuf den Parlamentarismus ab und regierte seitdem aufgeklärt absolutistisch.
Das Jahr 1788 markierte einen Wendepunkt hin zu einer offensiveren Außenpolitik Gustavs III. Der bis dahin eher vorsichtig agierende König entschied sich – vor allem aus innenpolitischen Gründen – für einen Angriffskrieg gegen Russland, das seit 1787 durch einen Krieg gegen das Osmanische Reich geschwächt war. Durch einen inszenierten militärischen Zwischenfall im finnischen Puumala begann am 28. Juni 1788 der Russisch-Schwedische Krieg.

## Liikala-Memorandum
Der neue Krieg war in großen Teilen der schwedischen Elite unpopulär. Besonders in Finnland, das den Hauptteil der Lasten eines Krieges im Osten zu tragen hatte, herrschte im Militär Unzufriedenheit. Sechs Wochen nach Kriegsbeginn trafen sich heimlich sieben hohe schwedische Offiziere, die Gustavs III. Vorgehen ablehnten.
Sie unterzeichneten in der Nacht auf den 9. August 1788 im finnischen Liikala ein politisches Memorandum. Darin erklärten sie den Krieg gegen Russland nach schwedischem Staatsrecht für ungesetzlich. Sie setzten sich für Verhandlungen mit der russischen Zarin Katharina II. ein. Die Verschwörer boten Russland einen Friedensvertrag in den Grenzen von vor 1743 (Friede von Åbo) an, also mit Landgewinnen für Schweden in Altfinnland.
Als Initiator des Memorandums gilt Generalmajor Carl Gustaf Armfeldt d. J. (ein Enkel des berühmten schwedischen Feldherren Carl Gustaf Armfeldt d. Ä.), der Oberbefehlshaber des schwedischen Heers in Finnland war. Major Johan Anders Jägerhorn (1757–1825) erklärte sich freiwillig bereit, die Botschaft der Zarin Katharina nach Sankt Petersburg zu bringen.

## Anjalabund
Wenige Tage später fand das Liikala-Memorandum weitere Unterstützung. Am 12. August wurde auf dem Gutshof von Anjala am Fluss Kymijoki eine Solidaritätserklärung für die sieben Offiziere verfasst. Darin unterstützten 113 schwedische Militärangehörige das Liikala-Memorandum. Nach dem Ort der Zusammenkunft werden die Teilnehmer unter dem Begriff Anjalabund zusammengefasst.
Ein Exemplar der Solidaritätsadresse sandten die einflussreichen Unterzeichner an den schwedischen König, der nicht weit entfernt sein Heerlager hatte. Sie bezeichneten darin den Waffengang gegen Russland als schwedischen Angriffskrieg, der nicht zu gewinnen sei, gelobten aber uneingeschränkt die Verteidigung des Vaterlands, falls Zarin Katharina das vorgeschlagene Friedensangebot ablehnen sollte. Auch sie forderten in der für Schweden kritischen Lage die Einberufung des Reichstags.
Die starken Persönlichkeiten hinter dem Unterstützungsbrief für die Männer von Liikala sollen Johan Anders Jägerhorn und Karl Henrik Klick gewesen sein. Auch der einflussreiche Göran Magnus Sprengtporten (1740–1819) gehörte zu den Unterstützern.
Der Anjalabund wurde von wichtigen Amtsträgern des Reichs, vor allem in Finnland, befördert. Sogar Herzog Karl, dem Bruder des Königs, wurden Sympathien nachgesagt. In mehreren Briefen an Gustav III. warb er um Verständnis für die erhobenen Forderungen.
Vor allem zeigte sich der Anjalabund unzufrieden, dass Gustavs Angriffsplan gegen die Stadt Sankt Petersburg in den ersten Tagen des Krieges gescheitert und es zu keiner Eroberung der wichtigen finnischen Städte Savonlinna und Hamina gekommen war. Daneben zeigten Teile des Anjalabunds in Ansätzen separatistische Tendenzen des finnischen Reichsteils gegenüber dem schwedischen Kernland. Allgemein spielte das Unbehagen über den zunehmend absolutistischen Herrschaftsstil des Königs und die Abschaffung der Verfassung von 1772 eine tragende Rolle.

## Avertissement
Am 25. August erschien ein weiteres Dokument, das sogenannte Avertissement, das ebenfalls Mitgliedern des Anjalabunds zugeschrieben wird. Darin wird den Forderungen vom 12./13. August Nachdruck verliehen, ein Anschluss der in Finnland befindlichen schwedischen Truppenverbände an den Anjalabund propagiert und eine Einberufung des Reichstags gefordert.

## Jägerhorns Mission nach Sankt Petersburg
Major Johan Anders Jägerhorn überbrachte als Vertreter des Anjalabunds seine Botschaft am 23. August 1788 der Zarin Katharina am Hof in Sankt Petersburg als geheimer Friedensfühler. Allerdings überschritt Jägerhorn bei weitem sein Mandat und sprach von dem Wunsch der Offiziere, einen finnischen Landtag einzuberufen, der im Konflikt zwischen Schweden und Russland neutral sein wolle.
Zarin Katharina zeigte Interesse am Anjalabund, da ihr eine Spaltung der schwedischen Elite nützlich war, lehnte aber eine öffentliche Unterstützung der Verfasser des Memorandums ab. Auf diplomatische Intervention Preußens und Großbritanniens hin, die Interesse an einem Krieg zur Schwächung Russland hatten, war der Anjalabund letztlich außenpolitisch als Friedensinitiative folgenlos. Jägerhorn selbst flüchtete im November 1788 nach Russland und trat in die Dienste der Zarin ein.

## GustavsIII. Reaktion
Gustav III. erfuhr unmittelbar von der Reise Jägerhorns nach Sankt Petersburg, die ihm als möglicher Vorbote eines militärischen Umsturzversuchs in Schweden erschien. Bereits Mitte August 1788, als er Kenntnis vom Liikala-Memorandum erhielt, sah der in Finnland weilende Gustav III. eine Gefahr für sich unter den möglicherweise zum Putsch bereiten Offizieren des Anjalabunds. Am 26. August übergab er die Befehlsgewalt über die schwedischen Truppen im Osten an Herzog Karl. Der König begab sich nach Westschweden, wo mit dem Kriegseintritt Dänemarks am 21. August 1788 eine neue Front eröffnet worden war.
König Gustav III. sah im Vorgehen des Anjalabunds Hochverrat. Begünstigt wurde er dadurch, dass sich die öffentliche Stimmung in Schweden zu Gunsten des Königs änderte, vor allem durch das sich abzeichnende Ende des Krieges mit Dänemark. Um die Jahreswende 1788/89 ließ er die Anführer der Verschwörung verhaften. Im Frühjahr 1789 wurden sie nach Stockholm gebracht. Die Prozesse zogen sich bis zum April 1790 hin. Zwei Verschwörer flohen nach Russland, neun weitere wurden zum Tode verurteilt. Allerdings wurde das Todesurteil nur an Oberst Johan Henrik Hästesko aus Mikkeli am 8. September 1790 vollstreckt. Die anderen wurden zu Haftstrafen oder zur Deportation auf die schwedische Karibik-Insel Saint Barthélemy verurteilt, später teils auch begnadigt.
Gustav III. nutzte den Anjalabund geschickt als Propaganda in eigener Sache und erreichte damit, dass sich die Volksmeinung wieder stärker dem König zuwandte. Mit dem Vereinigungs- und Sicherheitsgesetz (schwedisch Förenings- och säkerhetsakten) von 1789 nahm er dem Reichstag sogar das Recht zu Gesetzesinitiativen, schuf den Reichsrat faktisch ab und festigte den Absolutismus.